# Gerald Bast

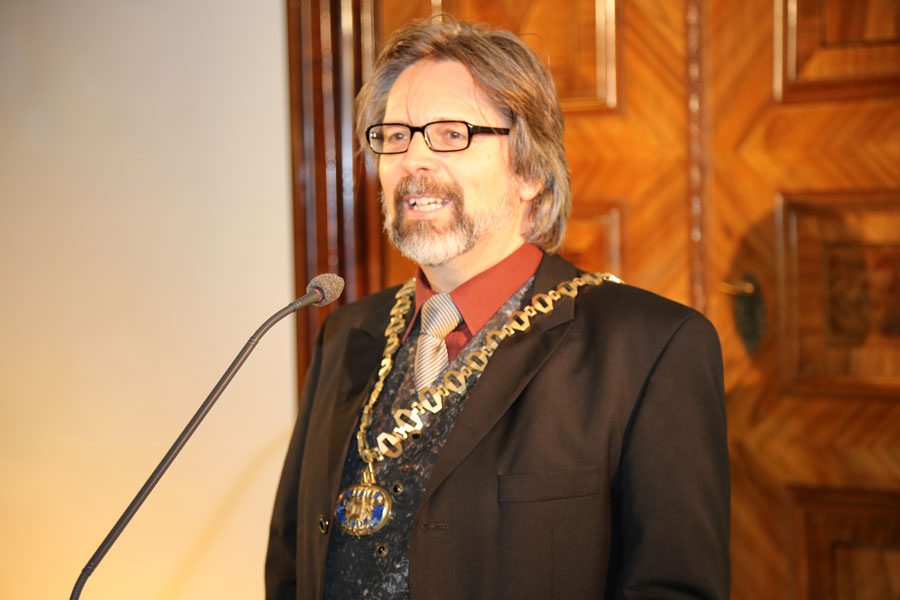
Gerald Bast (2013)

Gerald Bast (* 24. November 1955 in Freistadt) ist ein österreichischer Hochschuljurist. Von 2000 bis September 2023 war er Rektor der Universität für angewandte Kunst Wien.

## Leben
Von 1974 bis 1979 studierte Gerald Bast Rechts- und Wirtschaftswissenschaften an der Universität Linz, wo er 1979 zum Doktor der Rechtswissenschaften promoviert wurde. Nach seinem Gerichtsjahr war Bast kurz Richteramtsanwärter am Bezirks- und am Landesgericht Linz, bevor er 1980 als Beamter ins Bundesministerium für Wissenschaft und Forschung wechselte. Von 1991 bis 1999 war Bast Leiter der Abteilung für Organisationsrecht, Grundsatzfragen der Reform der Universitäten und Kunsthochschulen und rechtliche Angelegenheiten der universitären Teilrechtsfähigkeit des Wissenschaftsministeriums.
Von 1987 bis 1999 war Gerald Bast auch als Vortragender und Prüfer an der Verwaltungsakademie des Bundes auf Schloss Laudon tätig. Von 1992 bis 1999 war er darüber hinaus Konsulent für die Ludwig Boltzmann Gesellschaft. 1997 wurde Bast die gewerberechtliche Befähigung zur Ausübung der Tätigkeit als Unternehmensberater für Wissenschafts- und Bildungseinrichtungen zuerkannt.

## Leistungen
Im Jahr 2000 wurde Bast zum ersten Mal zum Rektor der Universität für angewandte Kunst Wien gewählt. Seit damals ist er als Beamter des Wissenschaftsministeriums karenziert. In den Jahren 2003, 2006, 2010 und 2014 wurde Bast in diesem Amt bestätigt. Ende 2017 wurde er vom Universitätsrat für die Amtsperiode von 2019 bis 2023 als Rektor wiedergewählt. Obwohl er seine Karriere als Ministerialbeamter begann, gilt Bast als vehementer Kritiker des Universitätsgesetzes 2002 und der im Jahr 2001 (wieder-)eingeführten Studiengebühren.
Gerald Bast ist stellvertretender Vorsitzender des Dachverbandes der österreichischen Universitäten, Sprecher der Rektoren der österreichischen Kunstuniversitäten und Mitglied des Representative Boards der European League of Institutes of the Arts (ELIA). Von 2008 bis 2015 war er Vizepräsident der Österreichischen Universitätenkonferenz. Bast ist Mitglied des wissenschaftlichen Beirates der Zeitschrift für Hochschulrecht, Hochschulmanagement und Hochschulpolitik, Editor-in-Chief (gemeinsam mit Elias Carayannis) der Buchreihe "ARIS-Arts, Research, Innovation and Society, Mitglied des Kuratoriums des Europäischen Forum Alpbach sowie Mitglied der Europäischen Akademie der Wissenschaften und Künste.
Am 12. Jänner 2023 wurde Petra Schaper Rinkel zu seiner Nachfolgerin als Rektorin der Universität für angewandte Kunst Wien ab dem 1. Oktober 2023 gewählt.

## Auszeichnungen (Auswahl)
- 2018: Großes Goldenes Ehrenzeichen für Verdienste um die Republik Österreich[12]

## Schriften
- Universitäts-Organisationsgesetz. Orac-Verlag, Wien 1990, ISBN 3-7007-0116-0.
- Universität und Drittmittel. Österreichische Rektorenkonferenz, Wien 1990, ISBN 3-901113-02-9 (gemeinsam mit Karl Vodrazka).
- Gerald Bast (Hrsg.): Internationales Symposium Universitäts-Management. Wien, 20.–21. September 1990. Bundesministerium für Wissenschaft und Forschung, Wien 1990, DNB 978175891. ISBN 3-85224-63-8
- Die neue Universitätsstruktur. Reformkonzept. Diskussionsentwurf vom Oktober 1991. In: Gerald Bast (Hrsg.): Materialien zur Hochschulreform. Band 1. Bundesministerium für Wissenschaft und Forschung, Wien 1991.
- Universitätsreform. Stellungnahmen österreichischer Universitätslehrer. Studie vom September 1991. In: Gerald Bast (Hrsg.): Materialien zur Hochschulreform. Band 2. Bundesministerium für Wissenschaft und Forschung, Wien 1991 (von Michael Pammer).
- Universitätsreform. Stellungnahmen zum Reformkonzept „Die neue Universitätsstruktur“. In: Gerald Bast (Hrsg.): Materialien zur Hochschulreform. Band 3. Bundesministerium für Wissenschaft und Forschung, Wien 1992 (zusammengestellt von Michael Pammer).
- Bundesgesetz über die Organisation der Universitäten (UOG 1993). Entwurf. Erläuterungen. Die finanziellen Auswirkungen der Universitätsorganisationsreform. In: Gerald Bast (Hrsg.): Materialien zur Hochschulreform. Band 5. Bundesministerium für Wissenschaft und Forschung, Wien 1992.
- Entwurf Universitäts-Organisations-Gesetz ’93. Ergebnisse des Begutachtungsverfahrens. In: Gerald Bast (Hrsg.): Materialien zur Hochschulreform. Band 6. Bundesministerium für Wissenschaft und Forschung, Wien 1993.
- Bundesgesetz über die Organisation der Universitäten. (UOG 1993). Regierungsvorlage. In: Gerald Bast (Hrsg.): Materialien zur Hochschulreform. Band 7. Bundesministerium für Wissenschaft und Forschung, Wien 1993.
- Gerald Bast (Hrsg.): UOG 1993 (Universitäts-Organisationsgesetz). Manzsche Verlags- und Universitätsbuchhandlung, Wien 1994, ISBN 3-214-03455-3.
- The New Austrian University System: Autonomy by Decentralization. In: Higher Education Policy. Vol. 8, Nr. 3, September 1995, ISSN 1682-3451, S. 33–36, doi:10.1057/hep.1995.41.
- Das Rollenbild des Universitätsassistenten nach der Universitätsreform 1993. In: Rudolf Strasser (Hrsg.): Beiträge zum Universitätsrecht. Band 19. Manzsche Verlags- und Universitätsbuchhandlung, Wien 1996, ISBN 3-214-05699-9.
- Gerald Bast und Ewald Langeder (Hrsg.): UniStG (Universitäts-Studiengesetz). Manzsche Verlags- und Universitätsbuchhandlung, Wien 1997, ISBN 3-214-03457-X.
- Gerald Bast (Hrsg.): UOG 1993 (Universitäts-Organisationsgesetz). 2. erweiterte Auflage. Manzsche Verlags- und Universitätsbuchhandlung, Wien 1998, ISBN 3-214-03455-3.
- Gerald Bast, Ewald Langeder und Babette Klemmer (Hrsg.): UniStG (Universitäts-Studiengesetz). 2. neu bearbeitete und erweiterte Auflage. Manzsche Verlags- und Universitätsbuchhandlung, Wien 2002, ISBN 3-214-03459-6.
- Austria. Country Report. In: Jan de Groof, Guy Neave und Juraj Švec (Hrsg.): Democracy and Governance in Higher Education. Kluwer Law International, Den Haag 1998, ISBN 90-411-0575-1, S. 171–176 (Google Books [abgerufen am 8. Dezember 2009]).
- Gerald Bast: Standpunkte – Ausgangspunkte. Inaugurationsbotschaft des Rektors der Universität für angewandte Kunst. Universität für angewandte Kunst, Wien 2000, ISBN 3-85211-088-2.
- Drittmittelmanagement an Universitäten. Akquirierung, Verwaltung, Gebarung. Ein Anwenderhandbuch. 2. überarbeitete Auflage. Österreichische Rektorenkonferenz, Wien 2000, ISBN 3-901113-02-9 (gemeinsam mit Karl Vodrazka).
- Kunst, Universität und Gesellschaft. In: Irmgard Bohunovsky-Bärnthaler (Hrsg.): Vom Reisen, Weggehen und Sitzenbleiben. Ritter-Verlag, Klagenfurt / Wien 2001, ISBN 3-85415-311-2.
- Gerald Bast (Hrsg.): Universitätsgesetz 2002. Manzsche Verlags- und Universitätsbuchhandlung, Wien 2003, ISBN 3-214-09089-5.
- Das Schaffen neuer Realitäten… Perspektiven universitärer Produktivität. In: Christian Reder (Hrsg.): Lesebuch Projekte. Vorgriffe, Ausbrüche in die Ferne. Springer, Wien 2006, ISBN 3-211-28587-3.
- Gesellschaftliche Signifikanz von Fotografie am Beispiel der kürzlich erschienenen Publikation „Tony Vaccaro“. In: EIKON. Nr. 55, 2006, ISBN 3-902250-25-9, S. 52–58 (gemeinsam mit Giorgio G. Campanaro und Manfred Wagner).
- Art, Science and Society – Who Keeps The Space Open that Utopia Would Fill? In: Herbert Arlt (Hrsg.): Innovations and Reproductions in Cultures and Societies. Institut zur Erforschung und Förderung österreichischer und internationaler Literaturprozesse (INST), Wien 2006, ISBN 3-9501947-4-6, S. 57–62 (TRANS Nr. 16 [abgerufen am 8. Dezember 2009]).
- Gerald Bast: Wa[h]re Kunst. In: Patrick Werkner und Frank Höpfel (Hrsg.): Kunst und Staat, Beiträge zu einem problematischen Verhältnis. Huter und Roth, Wien 2007, ISBN 978-3-902590-00-8, S. 7–9.
- Gerald Bast (Hrsg.): Von der Unabhängigkeit des Denkens. Ästhetische und Moralische Orientierungsversuche. Springer, Wien 2008, ISBN 978-3-211-78926-1.
- Gerald Bast (Hrsg.): Mit eigenen Augen – With Their Own Eyes. KünstlerInnen aus der ehemaligen Meisterklasse Maria Lassnig – Former Students of Maria Lassnig. Springer, Wien 2008, ISBN 978-3-211-77840-1.
- Florian Pumhösl, Thomas Geisler, Martina Fineder, Gerald Bast (Hrsg.): Victor Papanek: Design für die reale Welt. Anleitungen für eine humane Ökologie und sozialen Wandel. Springer, Wien 2009, ISBN 978-3-211-78892-9.
- Gerald Bast, Doris Krüger, Walter Pardeller und Monika Pessler (Hrsg.): Undiszipliniert – Undisciplined. Das Phänomen Raum in Kunst, Architektur und Design – The Phenomenon of Space in Art, Architecture and Design. Springer, Wien 2009, ISBN 978-3-211-09411-2.
- Roy Ascott, Gerald Bast, Wolfgang Fiel, Margarete Jahrmann, Ruth Schnell (Hrsg.): New Realities: Being Syncretic. IXth Consciousness Reframed Conference Vienna 2008. Springer, Wien 2009, ISBN 978-3-211-78890-5.
- Elisabeth Frottier, Gerald Bast (Hrsg.): W. F. Adlmüller Mode – Inszenierungen + Impulse. Edition Angewandte, Springer, Wien 2009, ISBN 978-3-211-89039-4.
- Gerald Bast (Hrsg.): Josip Kaiser – Segmente. Edition Angewandte, Springer, Wien u. a. 2009, ISBN 978-3-211-85751-9.
- Carl Aigner, Gerald Bast (Hrsg.): Helga Philipp. Poesie der Logik. Springer, Wien 2010, ISBN 978-3-211-99141-1.
- Gerald Bast, Florian Bettel und Barbara Hollendonner (Hrsg.): UNI*VERS. Junge Forschung in Wissenschaft und Kunst. Springer, Wien 2010, ISBN 978-3-211-99284-5.
- Janet Ritterman, Gerald Bast, Jürgen Mittelstraß (Hrsg.): Kunst und Forschung – Können Künstler Forscher sein? Springer, Wien 2011, ISBN 978-3-7091-0752-2.
- Subjectivity, Volatility, Fuzziness, Imperfection – and the "Truth. In: Massimo Gasperini, Alessandro Melis (Hrsg.): Shining Dark Territories – 100 Thoughts of Architecture. Edizioni ETS, Pisa 2014, ISBN 978-3-7091-0752-2.
- Preparing a "Creative Revolution" – Arts and Universities of the Arts in the Creative Knowledge Economy. In: Carayannis, Elias G. (Ed.) Encyclopedia of Creativity, Invention, Innovation and Entrepreneurship, Springer New York, 2013
- Fighting Creative Illiteracy, Creative Skills Constitute the New Cultural Techniques of 21st Century Innovation Societies. In: G. Bast, E. Carayannis, D. Campbell (Edts.), Art-Research-Innovation-Society; Springer New York, 2014